# Temporada Romagnola
La Temporada Romagnola ('Temporada romanyola'), coneguda també com a Mototemporada Romagnola o, simplement, Temporada, va ser un conjunt de curses de motociclisme que es van disputar a la primavera, entre 1945 i 1971, a diversos municipis de la Riviera -i alguns de l'interior- de la Romanya, a la costa adriàtica d'Itàlia. No era un campionat com a tal, ja que no se sumaven punts per a una classificació final, sinó que cada cursa anava per lliure i cadascuna tenia la seva pròpia idiosincràsia i prestigi; l'única cosa que tenien en comú és que formaven part de la Temporada romanyola, un terme, d'altra banda, que era un manlleu del castellà (en italià, 'Temporada' és Stagione).

## Història

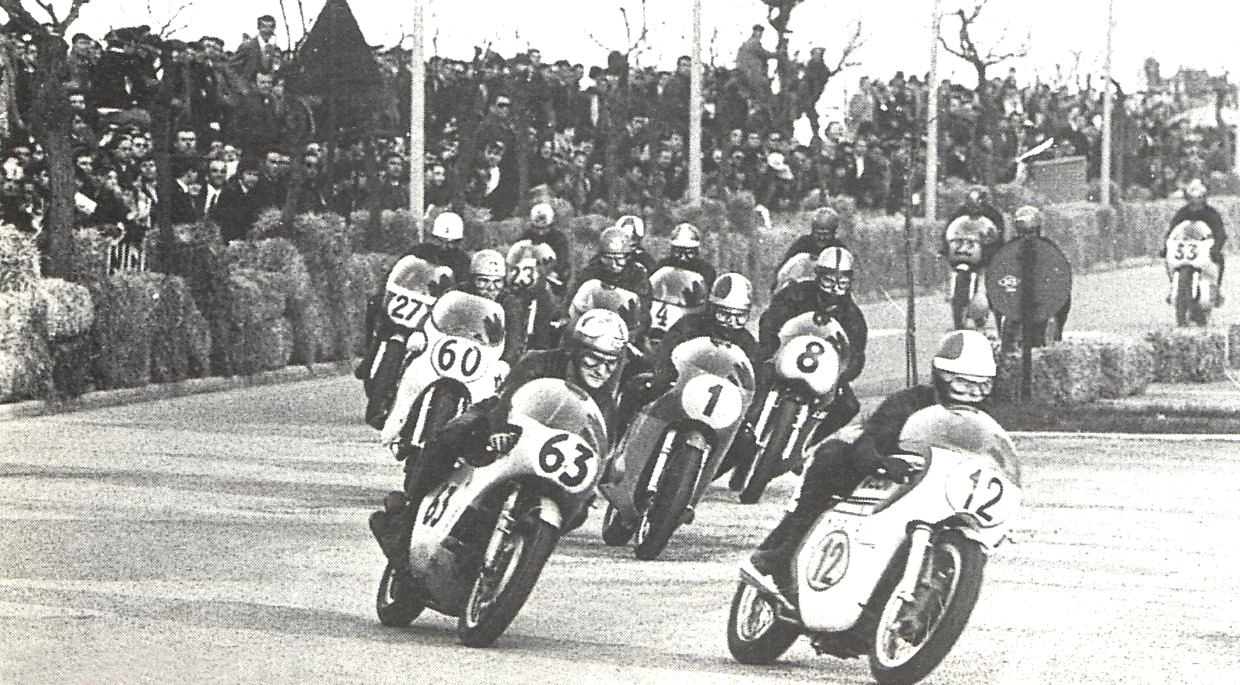
Inici de la cursa de 500cc a Riccione a la Temporada de 1969. En primer terme, Mike Hailwood (Honda RC 181 n. 63) i Giacomo Agostini (MV Agusta 3C n. 1)

Engegades durant la immediata postguerra a iniciativa de diversos clubs de motociclisme de la zona, amb l'ús de mitjans sovint improvisats, les curses de la Romanya eren la cristal·lització del desig de la gent de la zona de refer la seva vida i cercar al·licients després dels horrors de la Segona Guerra Mundial. La primera d'aquelles curses, organitzada al circuit urbà de Tortoreto el 4 d'agost de 1945, fou l'esdeveniment que va marcar oficialment la represa de l'activitat del motor a Europa (el TT de l'Illa de Man no es va reprendre fins al juny de 1947). A la de cursa de Tortoreto en van seguir d'altres que, de seguida, van obtenir un èxit inseperat. L'assistència de públic era tan gran que en molt poc temps van esdevenir un important mitjà publicitari. Atès que de vegades alguns esdeveniments coincidien en el temps, els organitzadors van decidir de coordinar-se per tal de no perjudicar-se mútuament, de manera que van crear la denominada "Mototemporada Romagnola", en què cadascuna de les curses de la zona se celebrava en un cap de setmana diferent.
La presència constant de desenes de milers d'espectadors a les diverses curses que s'anaren succeint des del 1945 va convèncer els fabricants italians de participar-hi a títol oficial amb els seus millors pilots, un exemple que seguiren immediatament els fabricants europeus i, uns anys després, els japonesos. Ja a finals de la dècada del 1950, les curses de la Mototemporada van ser incloses al calendari del campionat d'Itàlia de motociclisme i van adquirir una importància creixent a la premsa nacional i estrangera.
A la segona meitat de la dècada del 1960, la Mototemporada era considerada el pròleg del mundial de motociclisme. Gràcies a la participació dels equips més importants i a l'absència d'ordres d'equip dictades per motius de classificació, els periodistes esportius hi podien avaluar la força real dels pilots i les motocicletes que haurien de competir, al cap de poques setmanes, als Grans Premis del mundial.

### Popularitat
La participació de grans noms del motociclisme es va veure afavorida, a més de la presència dels seus equips oficials, pels nombrosos premis en metàl·lic i per la càlida acollida per part dels aficionats, que transformaven les curses en autèntiques festes populars. Moltes mestresses de casa preparaven àpats comunitaris acompanyats dels famosos vins de Sangiovese.

### La fi

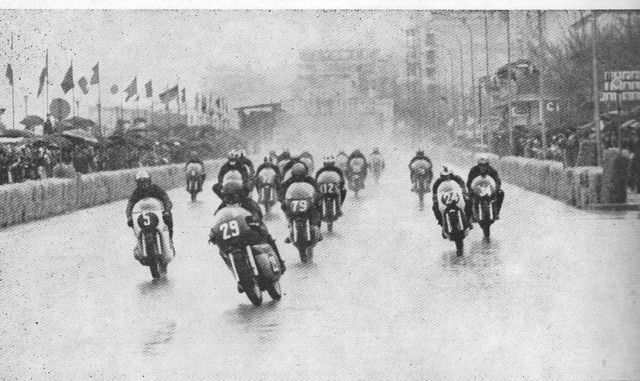
Sortida de la cursa de 350cc de 1970 a Rímini

La Mototemporada es va veure marcada per la tragèdia el 4 d'abril de 1971 quan, a la cursa de 350cc celebrada a Riccione, Angelo Bergamonti va perdre la vida durant el seu duel amb Giacomo Agostini sota una pluja torrencial. La mort de Bergamonti va marcar la fi de les competicions de motociclisme als circuits urbans de la zona, tal com havia passat el 1957 quan el greu accident esdevingut durant la Mille Miglia del 12 de maig, en què van morir Alfonso de Portago i deu espectadors, va provocar la prohibició de les curses per la via pública a Itàlia (cosa que va posar fi per sempre a proves tan emblemàtiques aleshores com el Motogiro d'Italia, la Milano-Taranto o la mateixa Mille Miglia).

## Circuits

Els municipis de la Riviera Romagnola

Les curses de la Mototemporada se celebraven en circuits urbans, inicialment tots ells en ciutats de la Romanya:
- Milano Marittima (Cervia)
- Lugo
- Cesenatico
- Rímini
- Riccione
- Cattolica

A partir de 1950 se'ls va afegir el de Mòdena, a la veïna Emília, que fou l'únic no estrictament romanyol de la Temporada.
Al circuit de Milano Marittima, conegut també com a circuit de Cervia, la primera cursa s'hi va celebrar el 12 d'abril de 1964 i ben aviat va esdevenir un dels més famosos de la Temporada. El traçat inicial feia 3.400 metres (es va allargar durant les properes edicions) i s'hi corria en sentit contrari a les busques del rellotge. Tenia quatre revolts en angle recte, dues variants en forma de S i una xicana, a més d'una recta molt llarga que duia a la meta. S'hi celebraren curses en les cilindrades 125, 250 i 500cc, ampliades al llarg dels anys amb les de 50 i 350cc, a més de sidecars.

## Participants famosos

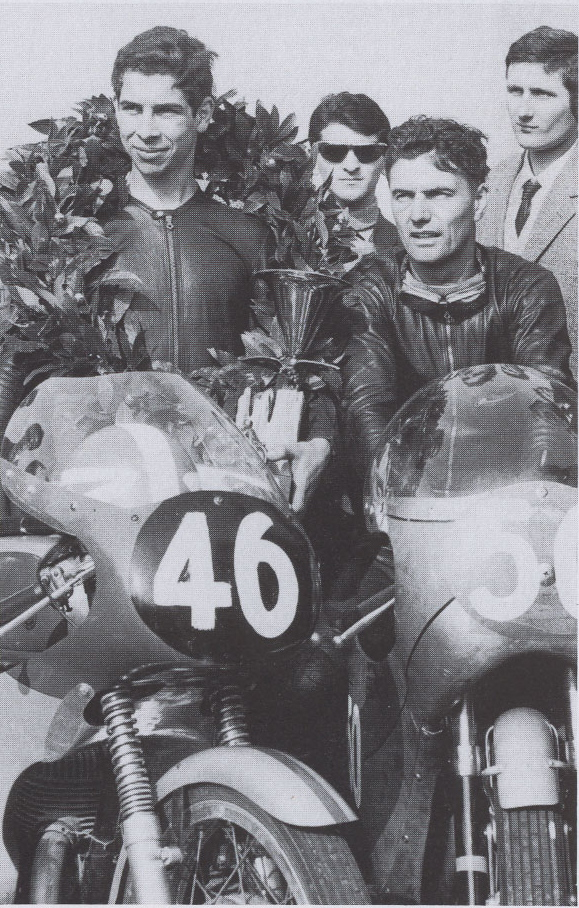
Ramon Torras i Jim Redman després de la victòria del català a Mòdena durant la Temporada de 1963

Al llarg de les diferents edicions, la Mototemporada va comptar amb la presència, a títol oficial o semioficial, de nombrosos equips de gran prestigi, entre d'altres MV Agusta, Benelli, Norton, Gilera, Bianchi, Aermacchi, Matchless, Moto Morini, AJS, Mondial, Ducati, Bultaco, OSSA, Yamaha, LinTo, Paton i Honda.
Pilots com ara Giacomo Agostini, Renzo Pasolini, Tarquinio Provini, Alberto Pagani, Angelo Bergamonti, Bruno Spaggiari, Gilberto Parlotti, Silvio Grassetti, Francesco i Walter Villa, Otello Buscherini, Giovanni Perrone, Roberto Patrignani i molts altres italians es van enfrontar al nombrós grup de pilots estrangers, entre els quals Mike Hailwood, Phil Read, Mike Duff, Jim Redman, Bill Ivy, Ramon Torras, Ginger Molloy, Dave Simmonds, Jack Findlay, Luigi Taveri, Ralph Bryans, Santiago Herrero, Kel Carruthers i Kent Andersson.

## El motociclisme a la Romanya
La Romanya (Romagna en italià, Rumâgna en emilià-romanyol) és una regió històrica d'Itàlia que està formada per les actuals províncies de Ravenna, Forlì-Cesena, Rímini i parts de la província de Bolonya (la rodalia d'Imola). Una petita part de la Romanya històrica es troba també a les regions de les Marques i de la Toscana. Integrada a la regió administrativa d'Emília-Romanya (la capital de la qual és Bolonya), és, juntament amb la Llombardia, la regió italiana amb més afició al motociclisme.
De la regió de l'Emília-Romanya han sortit nombrosos campions del món de motociclisme, entre ells Dario Ambrosini, Enea Bastianini, Pier Paolo Bianchi, Luca Cadalora, Loris Capirossi, Andrea Dovizioso, Fausto Gresini, Mario Lega, Umberto Masetti, Marco Melandri, Renzo Pasolini (dues vegades subcampió del món), Tarquinio Provini, Marco Simoncelli i Walter Villa; però no només hi hagut campions emiliano-romanyols de motociclisme de velocitat, sinó també de motocròs, com ara Andrea Bartolini, Kiara Fontanesi i Michele Rinaldi, i d'enduro, com ara Alex Salvini, Matteo Rubin i Davide Trolli.
A la zona hi ha dos circuits de curses de renom internacional: el circuit d'Imola (Autodromo Enzo e Dino Ferrari), on s'han celebrat diverses edicions del Gran Premi d'Itàlia de motociclisme, i el circuit Misano Adriatico (Misano World Circuit Marco Simoncelli), on se celebra de fa dècades el Gran Premi de San Marino.
A banda, a Emília-Romanya (especialment a Bolonya, però també a altres poblacions) hi ha hagut, i encara hi ha, nombrosos fabricants de motocicletes, entre ells un dels més famosos del món: Ducati. Altres marques ben conegudes de la zona són Bimota, Cimatti, FBM, Italjet, Malaguti, Malanca, Minarelli, Mondial, Morini, Moto Villa, Simonini i TGM.